# Psiadia cataractae
Psiadia cataractae é uma magnoliophyta da família Asteraceae, endémica em Maurícia e seu hábitat natural são regiões subtropicais ou de secas florestas.